# 圣莱热迪旺图
圣莱热迪旺图（法語：Saint-Léger-du-Ventoux，法語發音：[sɛ̃ leʒe dy vɑ̃tu]）是法国普罗旺斯-阿尔卑斯-蓝色海岸大区沃克吕兹省的一个市镇，属于卡庞特拉区。

## 地理
圣莱热迪旺图（44°12'44"N, 5°16'32"E）面积19.29 平方千米，位于法国普罗旺斯-阿尔卑斯-蓝色海岸大区沃克吕兹省，该省份为法国东南部内陆省份，北起德龙省，西北接阿尔代什省，西接加尔省，南至罗讷河口省，东南角与瓦尔省接壤，东临上普罗旺斯阿尔卑斯省。
与圣莱热迪旺图接壤的市镇（或旧市镇、城区）包括：比莱巴罗尼、埃加利耶、乌韦兹河畔莫朗、乌韦兹河畔拉佩讷、普莱西昂、博蒙迪旺图、贝端、布朗特、马洛塞讷。

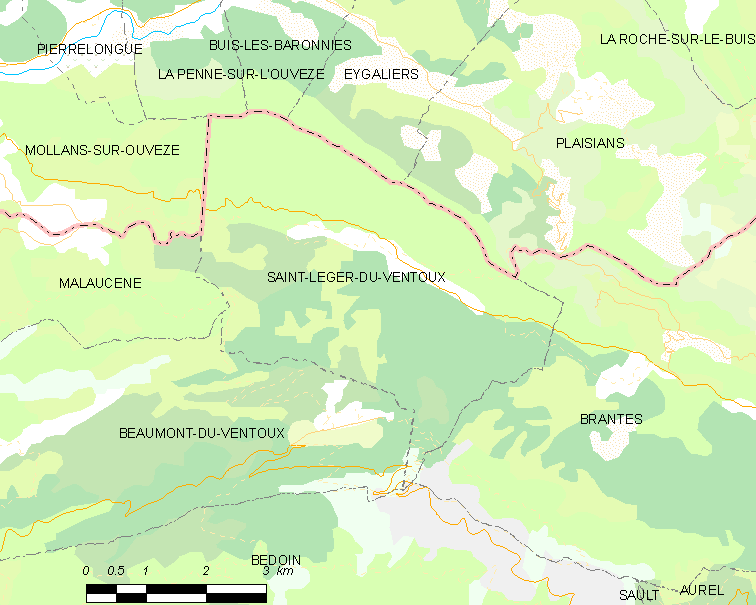
圣莱热迪旺图的OSM定位图

圣莱热迪旺图的时区为UTC+01:00、UTC+02:00（夏令时）。

## 行政
圣莱热迪旺图的邮政编码为84390，INSEE市镇编码为84110。

## 政治
圣莱热迪旺图所属的省级选区为韦松拉罗迈讷县。

## 人口

1962-2008年间圣莱热迪旺图人口变化图示

圣莱热迪旺图于2022年1月1日时的人口数量为27人。